# Војислав Мелић
Војислав Мелић (Шабац, 5. јануар 1940 — Београд, 7. април 2006) био је југословенски и српски фудбалер и фудбалски тренер.

## Каријера
Каријеру је почео у шабачкој Мачви, а од 19. августа 1960. до 2. јула 1967. са великим успехом носио је дрес Црвене звезде, за коју је одигао укупно 312 утакмица (од тога 140 првенствене) и постигао 54 голова. У сезони 1963/64. освојио је "дуплу круну" са Звездом.
Од лета 1967, шест година је играо за француску екипу Сошо, у чијем је дресу у октобру 1971. проглашен за најбољег лигашког фудбалера у Француској. Од сезоне 1973/74. играо је четири године за друголигашку екупу АС Безијер, а затим је био тренер у клубу две године. По завршетку каријере посветио се тренерском послу. Дуги низ година радио је у омладинском погону Црвене звезде.

## Репрезентација
Уз три сусрета за младу репрезентацију (1959-1961) одиграо је 27 утакмица и постигао два гола за најбољу сениорску репрезентацију Југославије.
У дресу са државним грбом дебитовао је 2. јуна 1962. у сусрету против Колумбије (5:0) у Арики (постигао један гол) на Светском првенству у Чилеу. Од дреса репрезентације опростио се пет година касније, 14. маја 1967. на утакмици против Албаније (2:0) у Тирани.

## Трофеји
- Првенство Југославије : 1960, 1964.
- Куп Југославије : 1964.